# Pyrgus aladaghensis
Pyrgus aladaghensis is een vlinder uit de familie van de dikkopjes (Hesperiidae). De wetenschappelijke naam van de soort is voor het eerst gepubliceerd in 1995 door Willy De Prins en Dirk van der Poorten.
De voorvleugellengte is ongeveer 13 millimeter.

## Verspreiding
De soort komt voor in Zuid-Turkije (Taurusgebergte) en vliegt daar op spaarzaam begroeide rotshellingen.

## Etymologie
De naam aladaghensis verwijst naar Aladağlar een 3756 meter hoog massief in het Taurusgebergte.